# Réka Szabóová
Réka Zsofia Szabóová za svobodna Réka Zsofia Lázárová (* 11. března 1967 Brašov, Rumunsko) je bývalá rumunská sportovní šermířka maďarské národnosti, která se specializovala na šerm fleretem. Rumunsko reprezentovala v osmdesátých, devadesátých letech a v prvním desetiletí jednadvacátého století. Na olympijských hrách startovala v roce 1988, 1992, 1996 a 2000 v soutěži jednotlivkyň a družstev. V soutěži jednotlivkyň obsadila na olympijských hrách 1992 šesté místo. V roce 1994 získala v soutěži jednotlivkyň titul mistryně světa a v roce 1995 titul mistryně Evropy. S rumunským družstvem fleretistek vybojovala na olympijských hrách stříbrnou (1996) a bronzovou (1992) olympijskou medaili a v roce 1994 získala s družstvem titul mistryň světa.